# Hin
Hin eg. hnw – starożytna miara objętości, używana m.in. do płynów i ziarna.  
W Egipcie równy był 0,47 litra, u Hebrajczyków równy około 6 lub 3,6 lub też 7 litrów.